# Crescenzo D'Amore
Crescenzo D'Amore (Nápoles, Italia; 2 de abril de 1979 - Pomigliano d'Arco, Italia; 1 de diciembre de 2024) fue un ciclista italiano especialista en ciclismo en ruta y de tipo sprinter.

## Carrera
Comenzó a competir a los 11 años.  Como júnior fue segundo en la contrarreloj de un kilómetro en el Campeonato Mundial Júnior de Pista de 1996, luego ganó la carrera en ruta de la categoría al sprint en el Campeonato Mundial de Ruta de 1997 en San Sebastián. Luego compitió durante dos años como amateur en la Toscana, primero con Casini-Vellutex y luego con Grassi-Mapei, ganando la Vicenza-Bionde de 1999.
Se hizo profesional en el 2000 con el Mapei-Quick Step, con el que ganó una etapa en la Vuelta a la Argentina esa temporada. En 2003 y 2004 participó en el Giro de Italia, consiguiendo dos terceros puestos en un sprint de grupo, uno en San Donà di Piave y otro en Alba. En 2002 pasó al Cage Maglierie-Olmo (que se convirtió en Tenax en 2003), pero en dos temporadas no obtuvo victorias. En 2004, tras haber pasado a vestir la camiseta del Acqua & Sapone dirigido por Palmiro Masciarelli, volvió al éxito en una etapa de la Settimana Coppi e Bartali, superando a Ján Svorada.
Se retiró de la actividad a finales del 2007, tras dos años más en Acqua & Sapone y una temporada en OTC Doors-Lauretana. Tras permanecer alejado del deporte competitivo durante tres años, durante los cuales trabajó como representante de ventas, regresó al profesionalismo en 2011 para competir con la camiseta de Androni Giocattoli. La experiencia terminó en abril de ese año, retirándose definitivamente.

### Equipos
| Periodo   | Club                |
| --------- | ------------------- |
| 2000–2001 | Mapei–Quick-Step    |
| 2002      | Cage Maglierie–Olmo |
| 2003      | Tenax               |
| 2004–2006 | Acqua & Sapone      |
| 2007-2010 | OTC Doors–Lauretana |
| 2011-2015 | Androni Giocattoli  |

## Resultados
1997
- 1°  Prueba de Ruta Junior

2000
Ganador de la etapa 3 de la Vuelta a la Argentina
3° lugar del Poreč Trophy
7° lugar del G.P. Costa degli Etruschi
8° lugar del Giro di Campania
2004
Ganador de la etapa 3 de la Settimana Internazionale di Coppi e Bartali
3° lugar del G.P. Costa degli Etruschi
5° lugar del GP de la Ville de Rennes
2005
8° lugar del G.P. Costa degli Etruschi
2006
7° lugar de la Coppa Bernocchi
2007
6° lugar del G.P. Costa degli Etruschi

### Apariciones en competiciones grandes
- Giro de Italia: 2  apariciones

2003 - Eliminado en la etapa 14
2004 - Puesto 123

## Muerte
D'Amore murió en un accidente de tráfico el 1 de diciembre de 2024 en Pomigliano d'Arco a los 45 años. Se encuentra enterrado en el cementerio de Brusciano.